# القط ميكان
القط ميكان  مسلسل أنمي ياباني عرض لأول مره في 16 أكتوبر 1992 واستمر عرضه حتى 18 يونيو 1993 وتمت دبلجة المسلسل للغة العربية.